# الروضة المورقة في الترجمة المونقة
الروضة المورقة في الترجمة المونقة هو كتاب من تأليف يوسف محمد مسعود السرمري، المولود سنة 696 هـ، في مدينة سر من رأى، وهي من مدن العراق، والسرمري محدث ولغوي وفقيه وذو فنون عدة، أخذ إجازاته العلمية وسماعه من علماء بغداد، ومنهم الصفي عبد المؤمن بن عبد الحق، وأبي الثناء محمود بن علي الدقوقي، وغيرهما، ثم سافر إلى بلاد الشام، وسمع من ابن عبد الدائم في دمشق، وتفقه على سراج الدين الحسين بن يوسف التبريزي، وآخرين.
وبرع في علوم اللغة العربية، والفرائض، ونظم وحدث وأفاد وكان ينهج منهج الإمام ابن تيمية، وله مؤلفات وكتب كثيرة تجاوزت المائة كتاب ورسالة.
وتناول في مؤلفه هذا سيرته وترجمته وذكر لمؤلفاته ورسائله وكتبه.